# Jules Trousset
Jules Trousset (Angulema, Charente, 28 de agosto de 1842 - 1905) fue un enciclopedista, historiador y geógrafo francés. 

## Biografía
Aunque es un hombre muy conocido en su época, muy poco ha salido a la luz sobre la vida de Jules Trousset; enciclopedista, historiador, geógrafo, ex profesor y director editorial. Autor de obras populares, como el «Atlas national» y la «Encyclopédie d’économie domestique», ambos premiados por diversas sociedades científicas. También escribió para el Journal des Voyages. Hombre comprometido políticamente, fundó «Le Réveil Républicain». Órgano de los comités republicanos del cantón de Sceaux y Villejuif y fue alcalde de Malakoff desde 1896 hasta 1899. 

## Obras

### «Le Trousset»
Una de sus obras más famosos fue la «Nouveau dictionnaire encyclopédique universel illustré» o «Répertoire des connaissances humaines», apodado «Le Trousset» en honor a su apellido, publicado en París entre 1885 y 1891, con más de 3000 grabados. Este trabajo, que rindió homenaje a Pierre Larousse, y con quien también colaboró, trató de concentrar todo el conocimiento. Trousset amplió su empresa con cientos de corresponsales extranjeros, vendiendo el libro vía suscripción para que los compradores pagaran para recibir todos los volúmenes. 

### Otras obras
- 1899, « Les Merveilles de l'Exposition de 1900 »
- 1896, « Nouvelle histoire de France illustrée » (9 tomos)
- 1895, « Voyage en Dauphiné, Savoie et Suisse » acceso público en Gallica: vol. 1)
- 1892 -1893, « Histoire nationale de la marine » (3 tomos)
- 1891, «Encyclopédie d’économie domestique»
- 1889, « Histoire d'un siècle [1789-1889] »
- 1881, « Histoire illustrée des pirates, corsaires, flibustiers, boucaniers, forbans, négriers et écumeurs de mer dans tous les temps et dans tous les pays » (acceso público en Gallica: vol. 1)
- 1880, « Histoire nationale de la marine et des marins français depuis Jean-Bart jusqu'à nos jours » (acceso público en Gallica: vol. 1)
- 1880, « Histoire illustrée des grands naufrages, incendies en mer, collisions, famines, massacres de marins, révoltes d'équipage »
- 1877, « Atlas national » junto a F. de La Brugère.
- 1877, « Guide illustré de l'amateur de pigeons, acclimatation et éducation »
- 1875, « Guide illustré du faisandier, notice sur l'acclimatation et l'éducation des oiseaux de chasse et de luxe » (acceso público en Gallica: vol. 1)
- 1875 « Un million de recettes d'économie domesqtique» (acceso público en Gallica:  vol. 1)
- 1872-1874, « Géographie nationale et de des colonies»